# Landschap met sneeuw
Landschap met sneeuw (Landscape with Snow) is een schilderij van de Nederlandse kunstschilder Vincent van Gogh, in olieverf op doek, 38 bij 46 centimeter groot. Het werd geschilderd in februari 1888 te Arles en toont de vlakte van de Crau met een laag sneeuw. Het werk bevindt zich in het Solomon R. Guggenheim Museum te New York.
Het is een van de eerste schilderijen die Van Gogh maakte in Arles. Rond dezelfde tijd maakte Van Gogh een vergelijkbaar schilderij genaamd Besneeuwd landschap met Arles in de achtergrond.
Het Guggenheim Museum ontving het schilderij als een geschenk van Hilde Thannhauser in 1984. In 2017 kreeg het museum een verzoek vanuit het Witte Huis om het uit te lenen voor de privékamers van president Donald Trump. Het museum weigerde dit verzoek en bood in plaats van het schilderij een kunstwerk van Maurizio Cattelan aan. Het ging om het kunstwerk America, een 18-karaats gouden toilet.